# Ensign N177
Der Ensign N177 ist ein Formel-1-Rennwagen des ehemaligen britischen Motorsportteams Ensign Racing, der in den Weltmeisterschaften 1977, 1978 und 1979 an den Start ging. Er ist der einzige in größeren Stückzahlen gebaute Ensign und das erfolgreichste Modell in der zehnjährigen Formel-1-Geschichte des Teams. Eines der Autos kam auch außerhalb der Weltmeisterschaft unter anderem in der Aurora-AFX-Formel-1-Serie zum Einsatz.

## Entstehungsgeschichte
Das von Mo Nunn gegründete Unternehmen Ensign Racing war anfänglich ein Hersteller von Formel-3-Rennwagen. Ensigns Einstieg in die Formel 1 ging auf den Rennfahrer Rikky von Opel zurück, der bei Nunn die Konstruktion eines Formel-1-Autos in Auftrag gegeben und den Wagen 1973 auch mit dem Team Ensign an den Start gebracht hatte. Nachdem die Allianz mit von Opel Anfang 1974 zerbrochen war, setzte Ensign das Formel-1-Programm alleine fort. Die folgenden Jahre waren von längeren Phasen finanzieller Schwierigkeiten geprägt, in denen sich das Team oft nur durch den Einsatz von Paydrivern halten konnte. Die Autos, die Ensign baute, waren vielfach einfache und unausgereifte Konstruktionen. Nach einer wirtschaftlich sehr problematischen, sportlich aber vergleichsweise erfolgreichen Saison 1976, die Ensign auf Rang 12 der Konstrukteurswertung beendet hatte, ging das Team mit dem neu konstruierten N177 in die Saison 1977.
Der N177 war anfänglich nur für den Einsatz in diesem Jahr vorgesehen. Weil aber die Arbeiten an dem N178 (alternativ: M10) genannten Nachfolger im Winter 1977/78 aus finanziellen Gründen eingestellt werden mussten, fuhr das Team auch in der gesamten Saison 1978 und selbst Anfang 1979 noch mit dem N177. Er wurde schließlich beim dritten Rennen der Saison 1979 durch den N179 abgelöst, der sich als Fehlkonstruktion erwies. Nach einem schwachen Start des N179 kam es zu einer Überarbeitung, während derer noch einmal der N177 an den Start gebracht wurde.

## Modellbeschreibung
Der Ensign N177 basiert wie schon sein Vorgänger N176 auf dem zwei Jahre vorher eingeführten N175 und bildet mit ihnen zusammen die zweite Generation der Ensign-Modelle. Der N177 war die letzte Evolutionsstufe des N175 und galt als Ensigns bester Formel-1-Wagen.
Der Ensign N177 hat ein Vollmonocoque aus Aluminiumblechen. Er war kein Wing Car, hatte also im Gegensatz zum ebenfalls 1977 erschienen Lotus 78 keine Flügelprofile am Unterboden und in den Seitenkästen. In seiner ursprünglichen Version hat der Ensign statt Seitenkästen nur kurze Leitbleche, deren Form vor allem Luft in die vor den Hinterrädern stehenden Kühler führen sollte. Als sich nach dem Scheitern des N179 abzeichnete, dass der N177 in der Saison 1979, in der fast alle Teams mittlerweile mit Flügelprofilen fuhren, vorübergehend noch einmal an den Start gebracht werden musste, baute Ensign einen N177 (Chassis M08) nach Wing-Car-Kriterien um. Dieses Exemplar erhielt lange, seitlich geschlossene Seitenkästen mit Flügelprofilen an der Unterseite.
Der Ensign N177 wird wie die allermeisten Rennwagen seines Jahrzehnts von einem 3,0 Liter großen Achtzylinder-Saugmotor von Cosworth (Baureihe DFV) angetrieben. Seine Leistung lag bei guter Vorbereitung durch einen Tuner bei etwa 480 PS. Die Kraft wurde über ein handgeschaltetes Fünfganggetriebe von Hewland (Baureihe FG400A) übertragen.

## Lackierung und Sponsoren
1977 war der Ensign von Clay Regazzoni dunkelblau lackiert. Hauptsponsor war der Schweizer Uhrenhersteller Tissot, der geschäftlich mit Regazzoni verbunden war. Patrick Tambays Auto hingegen war weiß lackiert und zeigte den in roter Farbe geschriebenen Schriftzug Theodore Racing sowie einige chinesische Schriftzeichen.
1978 behielt Ensign ganz überwiegend die dunkle Lackierung bei (eine Ausnahme war Lamberto Leonis Auto, das weiß lackiert war); in der zweiten Hälfte der Saison, als der Ire Derek Daly Stammfahrer des Teams wurde, kam ein dunkelgrüner Streifen im oberen Bereich des Cockpits hinzu. Tissot unterstützte das Team bei einzelnen Rennen weiterhin, erschien aber mit kleineren Aufklebern als 1977. Die Fahrer brachten vielfach individuelle Sponsoren mit, die für die Zeit ihrer Einsätze auf den Wagen warben: Bei Danny Ongais war das Ted Fields Unternehmen Interscope, bei Jacky Ickx die Zigarettenmarke Marlboro und bei Harald Ertl der Autozubehörhersteller Fichtel & Sachs.
1979 stellte Ensign auf eine rote Lackierung um.

## Produktion
Während die meisten anderen Ensign-Modelle Einzelstücke waren, baute das Unternehmen 1977 und 1978 insgesamt vier Fahrzeuge vom Typ N177, die als M06, M07, M08 und M09 bezeichnet wurden. Häufiger wurde kein anderes Ensign-Modell gebaut.
- Die Chassis M06 und M07 wurden 1977 für das Werksteam aufgebaut.
- Das Chassis M08 baute Ensign mit Unterstützung von Teddy Yip für Patrick Tambay, der es 1977 exklusiv verwendete. Nachdem Tambay den Rennstall verlassen hatte, nutzte Ensign den M08 für andere Fahrer des Teams. Er wurde 1979 zum Wing Car umgebaut.
- Das Chassis M09 wurde nicht bei Läufen zur Formel-1-Weltmeisterschaft eingesetzt. Ensign baute es Ende 1977 für das britische Kundenteam Mario Deliotti Racing, das ihn 1978 in der Aurora-AFX-Formel-1-Serie an den Start brachte.

## Renneinsätze in der Automobil-Weltmeisterschaft

### 1977

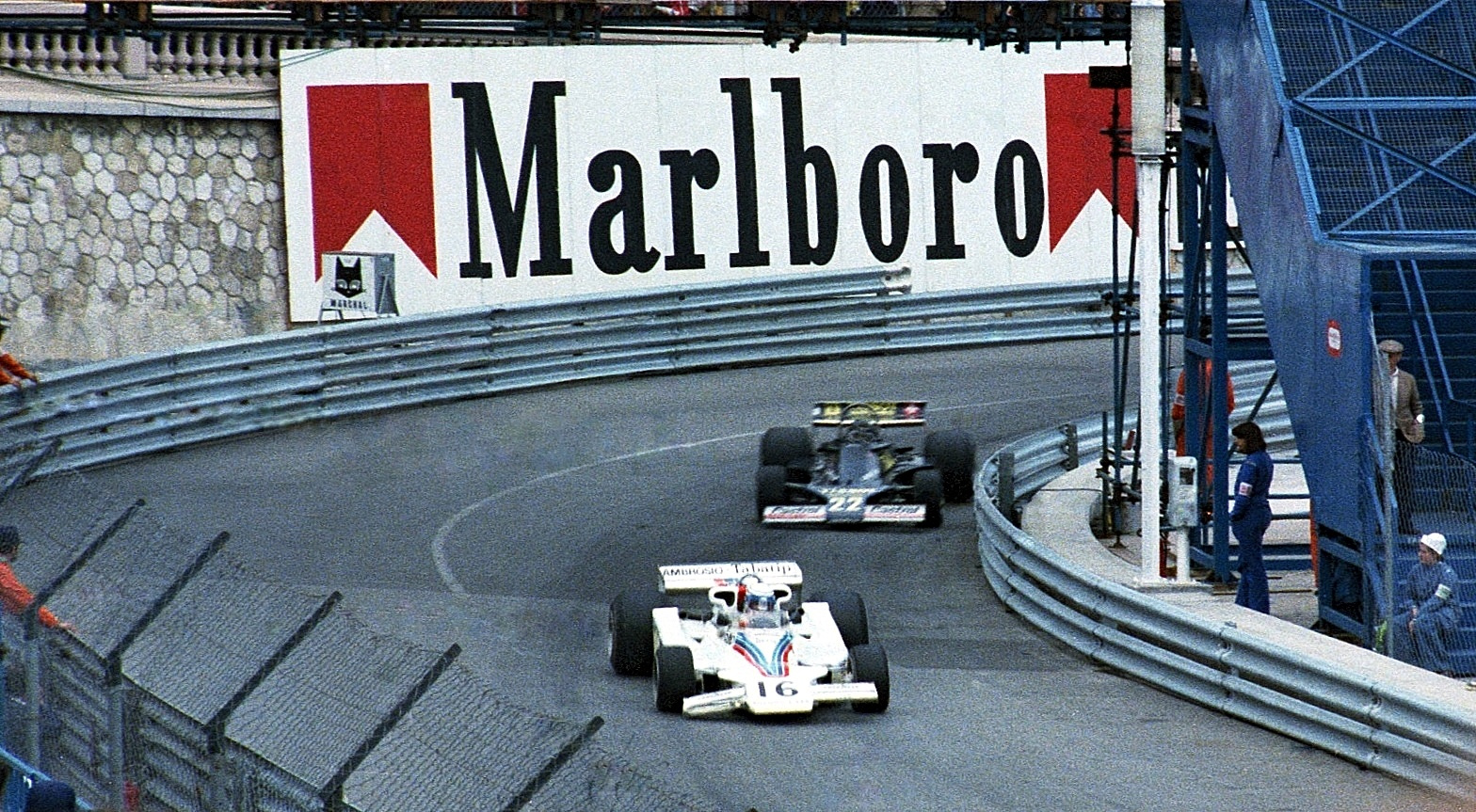
Jacky Ickx im blauen Ensign N177 hinter Riccardo Patrese (Shadow DN8) beim Großen Preis von Monaco 1977

Stammfahrer des Ensign-Werksteams war 1977 der Tessiner Clay Regazzoni, der im Jahr zuvor noch für Ferrari gefahren war. Er wurde zu jedem Weltmeisterschaftslauf gemeldet und nahm mit Ausnahme der Großen Preise von Monaco und Großbritannien, zu denen er sich nicht qualifizierte, an jedem Rennen teil. Eine Besonderheit war das Rennen in Monaco: Nachdem Regazzoni während des ersten Trainingstages Probleme mit dem N177 gehabt hatte, reiste er kurzfristig nach Indianapolis ab, um dort am Qualifying für das Indy 500 teilzunehmen. Jacky Ickx übernahm daraufhin seinen Wagen, qualifizierte sich und ging mit dem N177 vom 17. Startplatz aus ins Rennen. Am Ende wurde Ickx in Monaco Zehnter. Dieses Rennen war die einzige Formel-1-Veranstaltung des Jahres, in der Ickx an den Start ging. Abgesehen von den Nichtqualifikationen in Monaco und Großbritannien qualifizierte Regazzoni seinen N177 nahezu regelmäßig für einen Startplatz im Mittelfeld: Beste Startposition war der siebte Platz in Italien, hinzu kamen ein achter Startplatz in Spanien und zwei neunte in Brasilien und den Niederlanden. Die schlechteste Startposition erreichte Regazzoni in Deutschland, wo er von Platz 22 aus ins Rennen ging. Die guten Startplätze konnte Regazzoni nur selten verwerten. Bei 15 Starts fiel er neunmal aus. Dreimal kam er in den Punkterängen ins Ziel: Beim Auftaktrennen in Argentinien wurde er Sechster, und in Italien sowie in den USA (Ost) kam er jeweils als Fünfter ins Ziel.

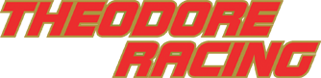
Theodore Racing

In der zweiten Saisonhälfte – beginnend mit dem Großen Preis von Großbritannien – ging ein weiterer Ensign N177 an den Start. Der Geschäftsmann Teddy Yip aus Macau finanzierte das Auto für Patrick Tambay. Dieser Wagen wurde – anders als Regazzonis Ensign – unter der Bezeichnung Theodore Racing gemeldet. Dabei handelte es sich allerdings um bloßes Namenssponsoring. Tatsächlich wurde auch Tambays Auto von Ensign vorbereitet und bei den Rennen betreut. Tambays Ensign war allerdings wettbewerbsfähiger als Regazzonis Werkswagen. Ensign hatte Tambays Auto (M08) exklusiv für ihn aufgebaut. Teddy Yip stellte Tambay außerdem die Mittel für einen leistungsstarken Cosworth-Motor bereit, der sich auf aktuellem Bearbeitungsstand befand, während Regazzoni nur auf weniger standfeste gebrauchte Motoren zurückgreifen konnte. Yip finanzierte Tambay schließlich private Testfahrten, die Regazzoni im Werks-Ensign verwehrt waren. In seinem ersten Rennen in Großbritannien qualifizierte sich Tambay für den 16. Startplatz vor Patrick Depailler im Tyrrell P34 und Jean-Pierre Jabouille im Renault mit Turbomotor, während Regazzoni an der Qualifikation scheiterte. Im Rennen selbst schied Tambay nach drei Runden nach einem Elektrikdefekt aus. In den folgenden Rennen qualifizierte sich Tambay zunächst wiederholt vor Regazzoni; sein bester Startplatz war Position sieben in Österreich. Tambay fuhr bei seinem zweiten Rennen, dem Großen Preis von Deutschland, den ersten Meisterschaftspunkt ein, als er mit nur eineinhalb Minuten Rückstand auf den Sieger Niki Lauda im Ferrari Sechster wurde. Zwei fünfte Plätze in den Niederlanden und Kanada ließen Tambay die erste Weltmeisterschaft mit fünf Punkten abschließen. Ebenso viele hatte Regazzoni im Laufe der gesamten Saison eingefahren.
Ensign belegte am Saisonende mit zehn Punkten Platz 10 der Konstrukteurswertung. Das war die beste Positionierung in Ensigns Geschichte und übertraf die Zahl der Punkte, die Ensign in allen anderen zusammengenommen erreichte.

### 1978

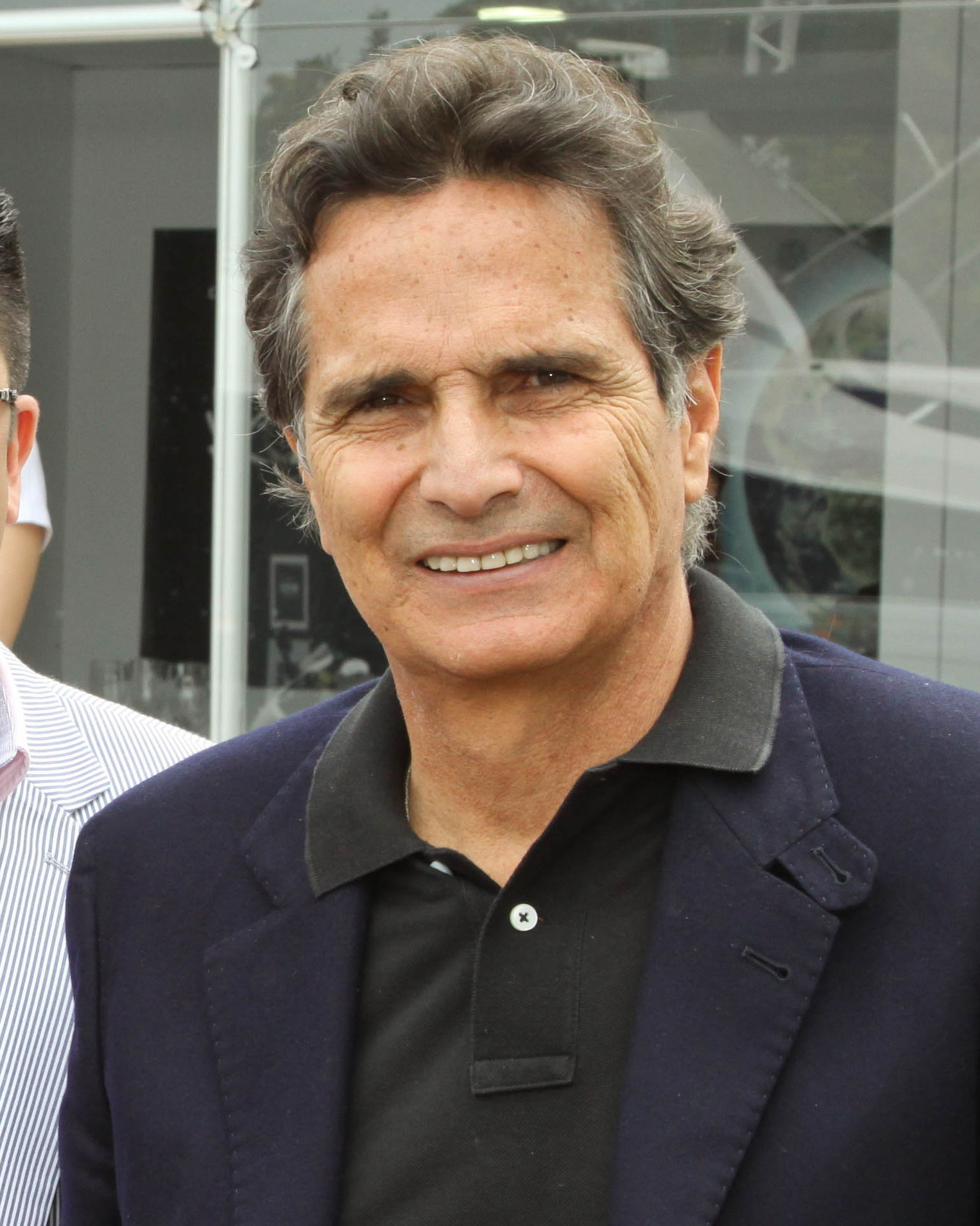
Formel-1-Debüt im Ensign N177: der spätere dreifache Weltmeister Nelson Piquet

Ensign meldete 1978 zu jedem Rennen ein Auto und bei sieben Weltmeisterschaften auch ein zweites. Insgesamt traten in diesem Jahr sieben verschiedene Fahrer für Ensign an, wobei die meisten von ihnen als Paydriver zum Budget des Teams beitrugen.
Als Stammfahrer war zunächst Lamberto Leoni vorgesehen, der bis dahin noch kein Formel-1-Rennen bestritten hatte. In seinem ersten Einsatz mit Ensign in Argentinien qualifizierte er sich für Startplatz 22; im Rennen fiel er nach einem Technikdefekt aus. In Brasilien qualifizierte sich Leoni für Startplatz 17, konnte aber wegen eines Getriebedefekts nicht am Rennen teilnehmen. Bei den beiden folgenden Rennen verpasste Leoni jeweils die Qualifikation. Danach verließ er das Ensign-Team. Ab dem Großen Preis von Monaco übernahm Jacky Ickx für vier Rennen den einzigen N177. Ickx kam nur einmal – als Zwölfter in Spanien – ins Ziel. Nach seiner Nichtqualifikation in Schweden verließ Ickx das Team im Streit. Sein Nachfolger wurde der Debütant Derek Daly, der mit Ausnahme des Großen Preises von Deutschland jedes verbleibende Rennen der Saison für Ensign bestritt. Sein bestes Ergebnis war der sechste Platz im letzten Saisonrennen in Kanada, mit dem er Ensigns einzigen Weltmeisterschaftspunkt dieses Jahres einfuhr. In Deutschland fuhr einmalig der brasilianische Debütant Nelson Piquet Dalys N177. Piquet startete von Platz 21 und fiel im Rennen nach 31 Runden infolge eines Motordefekts aus. Zum nächsten Rennen wechselte Piquet zu McLarens Kundenteam BS Fabrications.
Zu den ersten beiden Saisonrennen in Südamerika meldete Ensign mit finanzieller Unterstützung von Bernie Ecclestone einen zweiten N177 für den US-Amerikaner Danny Ongais, der sich für beide Läufe qualifizierte, aber keine Zielankunft erreichte. Für die folgenden acht Großen Preise hatte Ensign dann jeweils nur ein Auto am Start. Zwar hatte das Team für den Großen Preis von Belgien den lokalen Piloten Bernard de Dryver gemeldet; das Team zog die Meldung vor dem Beginn des Trainings aber zurück. Einer Quelle zufolge fiel die Entscheidung nach einer Intervention Bernie Ecclestones. Erst ab dem Großen Preis von Deutschland waren wieder jeweils zwei N177 am Start. Viermal in Folge wurde Harald Ertl gemeldet, der bei seinem Ensign-Debüt auf dem Hockenheimring Elfter wurde und beim anschließenden Rennen in Österreich nach einer Kollision mit Riccardo Patrese ausfiel. Bei den folgenden Großen Preisen der Niederlande und von Italien verpasste Ertl jeweils die Vorqualifikation. Nach dem frühen Aus in Italien wechselte Ertl unmittelbar zu ATS, wo er zur Teilnahme am Zeittraining berechtigt war. Im ATS HS1 verfehlte er schließlich die Qualifikation. Seinen Platz im zweiten Ensign nahm beim letzten Rennen in den USA Brett Lunger ein.

### 1979
Die beiden ersten Rennen der Saison 1979, die im Januar in Südamerika stattfanden, bestritt Ensign erneut mit dem N177. Zum Einsatz kam hier jeweils der M06, das älteste der insgesamt vier N177-Chassis. Der Wagen befand sich in Argentinien und Brasilien technisch noch auf dem Stand von 1978 und war eines der letzten Autos im Starterfeld, die noch nicht als Wing Car ausgelegt waren. Einziger Ensign-Pilot war Derek Daly. Er beendete die Großen Preise von Argentinien und Brasilien auf Platz 11 bzw. 13. Danach wechselte Ensign für zwei Rennen auf den neu konstruierten N179, der sich in seiner ursprünglichen Form als nicht konkurrenzfähig erwiesen hatte. Bei den Großen Preisen von Spanien und Belgien meldete Ensign daraufhin noch einmal einen alten N177. Diesmal war es das Chassis M08, jetzt mit langen, verschlossenen Seitenkästen und Unterbodenprofilen ausgestattet. Die improvisierten Umbauten funktionierten allerdings nicht. Daly konnte sich in Spanien und in Belgien nicht qualifizieren. Danach erschien ein überarbeiteter N179, mit dem Ensign bis zum Saisonende an den Start ging.

## Renneinsätze in der Aurora-AFX-Formel-1-Serie und in weiteren Serien

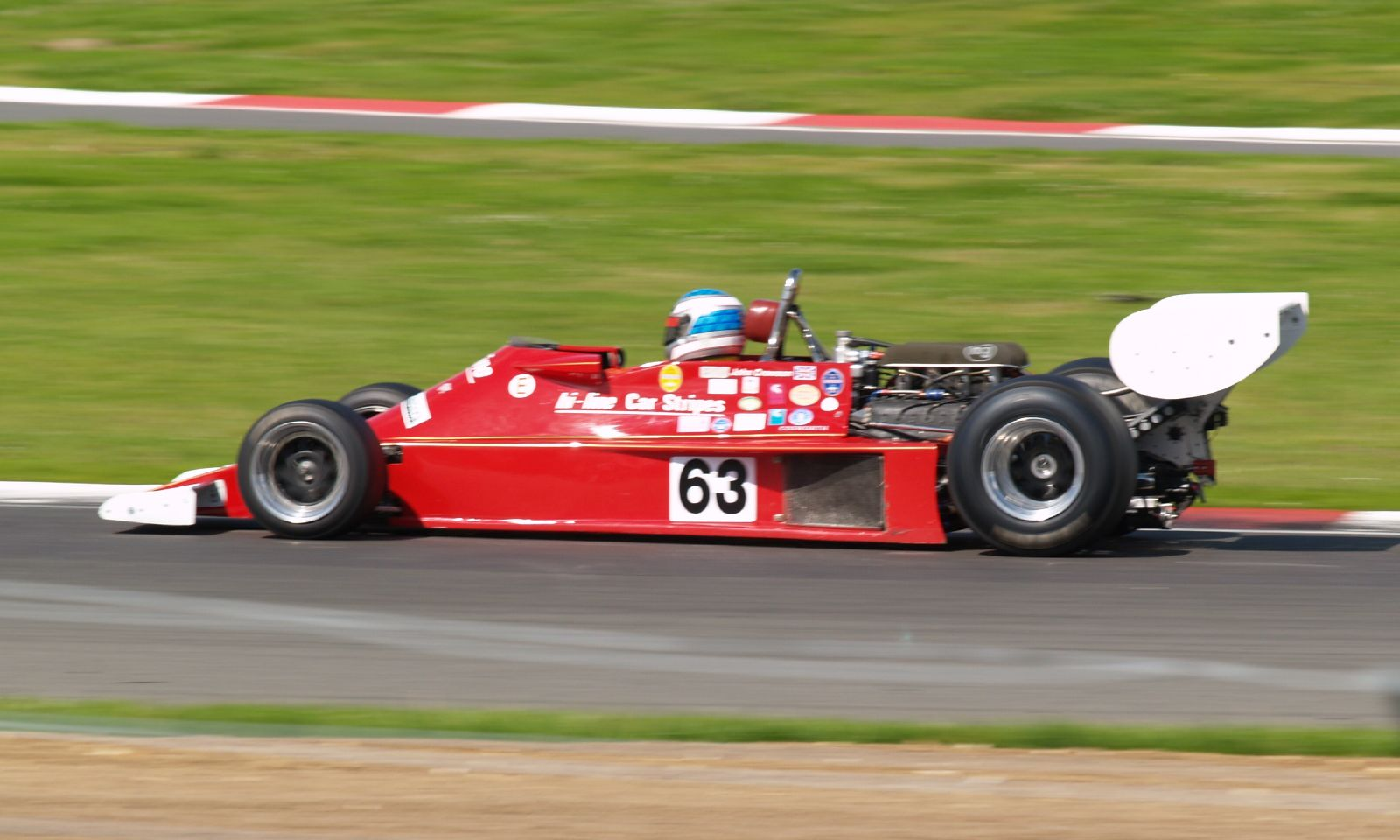
Der Ensign N177 M09 von Mario Deliotti Racing (1978)

Neben den Weltmeisterschaftsrennen der Jahre 1977, 1978 und 1979 ging ein N177 auch in einigen anderen Serien an den Start.
1978 erschien ein N177 in der Aurora-AFX-Formel-1-Serie, die inoffiziell auch als britische Formel-1-Meisterschaft bezeichnet wurde. Das Auto wurde von dem britischen Team Team Mario Deliotti Racing gemeldet. Deliotti hatte in der Saison 1978 zunächst den zu dieser Zeit bereits drei Jahre alten Ensign N175 (M04) für verschiedene Fahrer eingesetzt. Zum zehnten Meisterschaftslauf in Brands Hatch im August 1978 übernahm das Team einen neu aufgebauten Ensign N177 (M09), der neben dem alten N175 an den Start gebracht wurde. Fahrer des N177 war bis zum Saisonende Val Musetti. Er kam zweimal hinter Desiré Wilson in Deliottis altem N175 ins Ziel. Beim Saisonabschluss in Snetterton war der N177 wegen mangelnden Öldrucks nicht fahrbereit.
Danach übernahm Geoff Lees das Auto, der es mit finanzieller Unterstützung von Teddy Yip im Februar 1979 in Australien zu vier Veranstaltungen der 1979er Ausgabe der Rothmans International Series, einem Nachfolger der Tasman-Serie, meldete, ohne es allerdings durchgängig an den Start zu bringen.
Für die Britische Formel-1-Meisterschaft 1979 holte John Cooper den Wagen zurück nach Europa. Cooper hatte zu Saisonbeginn das Formel-2-Auto March 792 an den Start gebracht und wechselte im Mai 1979 auf den Ensign N177. Sein bestes Ergebnis war der siebte Platz bei einem Rennen in Thruxton. Zum Saisonende meldete Cooper den Ensign noch einmal für Tiff Needell, der vor Rennende ausfiel.
Danach wurde der N177 (M09) ein halbes Jahrzehnt lang bei keinem Rennen eingesetzt; erst 1983 erschien er wieder bei verschiedenen Formula-Libre-Rennen in Großbritannien.

## Ergebnisse in der Formel-1-Weltmeisterschaft
| Fahrer               | Nr.                  | 1   | 2   | 3   | 4   | 5   | 6   | 7   | 8   | 9   | 10  | 11  | 12  | 13   | 14   | 15  | 16  | 17  | Punkte | Rang |
| -------------------- | -------------------- | --- | --- | --- | --- | --- | --- | --- | --- | --- | --- | --- | --- | ---- | ---- | --- | --- | --- | ------ | ---- |
| Formel-1-Saison 1977 | Formel-1-Saison 1977 |     |     |     |     |     |     |     |     |     |     |     |     |      |      |     |     |     | 10     | 10.  |
| C. Regazzoni         | 22                   | 6   | DNF | 9   | DNF | DNF | DNQ | DNF | 7   | 7   | DNQ | DNF | DNF | DNF  | 5    | 5   | DNF | DNF | 10     | 10.  |
| J. Ickx              | 22                   |     |     |     |     |     | 10  |     |     |     |     |     |     |      |      |     |     |     | 10     | 10.  |
| P. Tambay            | 23                   |     |     |     |     |     |     |     |     |     | DNF | 6   | DNF | 5*   | DNF  | DNQ | 5   | DNF | 10     | 10.  |
| Formel-1-Saison 1978 | Formel-1-Saison 1978 |     |     |     |     |     |     |     |     |     |     |     |     |      |      |     |     |     | 1      | 15.  |
| D. Ongais            | 22                   | DNF | DNF |     |     |     |     |     |     |     |     |     |     |      |      |     |     |     | 1      | 15.  |
| L. Leoni             | 22                   |     |     | DNQ | DNQ |     |     |     |     |     |     |     |     |      |      |     |     |     | 1      | 15.  |
| J. Ickx              | 22                   |     |     |     |     | DNF | 12  | DNF | DNQ |     |     |     |     |      |      |     |     |     | 1      | 15.  |
| D. Daly              | 22                   |     |     |     |     |     |     |     |     | DNQ | DNF |     | DSQ | DNF  | 10   | 8   | 6   |     | 1      | 15.  |
| N. Piquet            | 22                   |     |     |     |     |     |     |     |     |     |     | DNF |     |      |      |     |     |     | 1      | 15.  |
| L. Leoni             | 23                   | DNF | DNS |     |     |     |     |     |     |     |     |     |     |      |      |     |     |     | 1      | 15.  |
| B. de Dryver         | 23                   |     |     |     |     |     | WD  |     |     |     |     |     |     |      |      |     |     |     | 1      | 15.  |
| H. Ertl              | 23                   |     |     |     |     |     |     |     |     |     |     | 11  | DNF | DNPQ | DNPQ |     |     |     | 1      | 15.  |
| B. Lunger            | 23                   |     |     |     |     |     |     |     |     |     |     |     |     |      |      | 13  |     |     | 1      | 15.  |
| Formel-1-Saison 1979 | Formel-1-Saison 1979 |     |     |     |     |     |     |     |     |     |     |     |     |      |      |     |     |     | 0      | 14.  |
| D. Daly              | 22                   | 10  | 13  |     |     | DNQ | DNQ |     |     |     |     |     |     |      |      |     |     |     | 0      | 14.  |

| Legende  | Legende            | Legende                                                          |
| Farbe    | Abkürzung          | Bedeutung                                                        |
| -------- | ------------------ | ---------------------------------------------------------------- |
| Gold     | –                  | Sieg                                                             |
| Silber   | –                  | 2. Platz                                                         |
| Bronze   | –                  | 3. Platz                                                         |
| Grün     | –                  | Platzierung in den Punkten                                       |
| Blau     | –                  | Klassifiziert außerhalb der Punkteränge                          |
| Violett  | DNF                | Rennen nicht beendet (did not finish)                            |
| Violett  | NC                 | nicht klassifiziert (not classified)                             |
| Rot      | DNQ                | nicht qualifiziert (did not qualify)                             |
| Rot      | DNPQ               | in Vorqualifikation gescheitert (did not pre-qualify)            |
| Schwarz  | DSQ                | disqualifiziert (disqualified)                                   |
| Weiß     | DNS                | nicht am Start (did not start)                                   |
| Weiß     | WD                 | zurückgezogen (withdrawn)                                        |
| Hellblau | PO                 | nur am Training teilgenommen (practiced only)                    |
| Hellblau | TD                 | Freitags-Testfahrer (test driver)                                |
| ohne     | DNP                | nicht am Training teilgenommen (did not practice)                |
| ohne     | INJ                | verletzt oder krank (injured)                                    |
| ohne     | EX                 | ausgeschlossen (excluded)                                        |
| ohne     | DNA                | nicht erschienen (did not arrive)                                |
| ohne     | C                  | Rennen abgesagt (cancelled)                                      |
| ohne     | keine WM-Teilnahme |                                                                  |
| sonstige | P/fett             | Pole-Position                                                    |
| sonstige | 1/2/3/4/5/6/7/8    | Punktplatzierung im Sprint-/Qualifikationsrennen                 |
| sonstige | SR/kursiv          | Schnellste Rennrunde                                             |
| sonstige | *                  | nicht im Ziel, aufgrund der zurückgelegten Distanz aber gewertet |
| sonstige | ()                 | Streichresultate                                                 |
| sonstige | unterstrichen      | Führender in der Gesamtwertung                                   |